# Henk Hermsen
Hendrik ("Henk") Willem Hermsen (Hilversum, 29 augustus 1937 – 9 april 2022) was een Nederlandse waterpolospeler.

## Loopbaan
Henk Hermsen nam als waterpoloër deel aan de Olympische Spelen van 1960, 1964. Hij eindigde hiermee met het Nederlands team beide keren op een achtste plaats.
Henk Hermsen kwam uit een waterpolofamilie, zijn broers André en Wim Hermsen hebben ook deelgenomen aan de Olympische Spelen in Mexico. Wim deed ook mee in München.
Henk Hermsen overleed in 2022 op 84-jarige leeftijd.
Fred van Dorp · 
Henk Hermsen · 
Ben Kniest · 
Harry Lamme · 
Bram Leenards · 
Hans Muller · 
Harro Ran · 
Harry Vriend · 
Fred van der Zwan
Jan Bultman · 
Fred van Dorp · 
Henk Hermsen · 
Ben Kniest · 
Bram Leenards · 
Hans Muller · 
Wim van Spingelen · 
Nico van der Voet · 
Harry Vriend · 
Wim Vriend · 
Gerrit Wormgoor